# Unidad periférica de Thasos
Thasos o Tasos es una de las 74 unidades periféricas de Grecia y una de las seis de la Periferia de Macedonia Oriental y Tracia. Fue establecida en 2011 con la implementación del Plan Calícrates e incluye principalmente la isla de Thasos, pero también el islote de Koinira. Es la única unidad periférica insular de Macedonia y del norte de Grecia en general. La Unidad periférica de Kavala es competente para las cuestiones de la Unidad periférica de Thasos. 

## División administrativa
La Unidad periférica de Thasos incluye un único municipio:
- Municipio de Thasos